# Ha-Zor'im
ha-Zor'im (hebrejsky הַזּוֹרְעִים, anglicky HaZor'im, v oficiálním seznamu sídel HaZore'im) je vesnice typu mošav v Izraeli, v Severním distriktu, v Oblastní radě Dolní Galilea.

## Geografie
Leží v nadmořské výšce 52 metrů pod mořskou hladinou v Dolní Galileji. Vesnice je situována do oblasti s intenzivním zemědělstvím, v údolí Bik'at Javne'el, které je na jihozápadě ohraničeno terénním zlomem Har Javne'el a Har Adami, na severovýchodě pak obdobným prudkým svahem vrchoviny Tel Ma'on, Har Menor a Ramat Porija. Vlastní obec leží na dně údolí, při jeho hlavní vodoteči – Nachal Javne'el, do které tu od severovýchodu ústí vádí Nachal Zor'im a Nachal Sirgona.
Obec se nachází cca 5 kilometrů od břehů Galilejského jezera, cca 5 kilometrů jihozápadně od města Tiberias, cca 100 kilometrů severovýchodně od centra Tel Avivu a cca 48 kilometrů východně od centra Haify. Ha-Zor'im obývají Židé, přičemž osídlení v tomto regionu je zcela židovské. Výjimkou je město Kafr Kama cca 6 kilometrů jihozápadním směrem, které obývají izraelští Čerkesové.
Ha-Zor'im je na dopravní síť napojen pomocí lokální silnice číslo 7688, jež vede do Tiberiasu.

## Dějiny
Ha-Zor'im byl založen v roce 1939. Šlo o opevněnou osadu typu Hradba a věž, která byla zřízena na pozemcích, které do židovského vlastnictví předtím získala Jewish Colonization Association. Zakladateli vesnice byla skupina židovských přistěhovalců z Nizozemska. Ti již nějakou dobu před založením této osady společně pracovali na jiných místech tehdejší britské Palestiny včetně nedaleké vesnice Micpa. Vznik osady ha-Zor'im byl projevem protestu proti vydání Bílé knihy, která omezovala židovské přistěhovalectví do Palestiny. Během jednoho dne tehdy vzniklo tímto způsobem sedm židovských opevněných osad. Zhruba 7 kilometrů severozápadně odtud se do války za nezávislost tedy do roku 1948 nacházela arabská vesnice Lubija a tato nová židovská osada byla pracovně nazývána מחנה לוביה – Machane Lubija.
Osadníci zpočátku trpěli nedostatkem vodních zdrojů. Voda se musela dovážet z Tiberiasu v cisternách. Roku 1949 měl ha-Zor'im (nazývaný tehdy též Sergunija) 130 obyvatel a rozlohu katastrálního území 2600 dunamů (2,6 kilometrů čtverečních). Po vzniku státu Izrael sem dorazili další osadníci. Jednak evropští Židé, kteří přežili holokaust, jednak židovští přistěhovalci ze severní Afriky.
Ekonomika obce je založena jen z menší části na zemědělství (věnuje se mu 10 ze zdejších 105 rodin). Část obyvatel prací dojíždí mimo obec, jiní se živí v turistickém ruchu. V ha-Zor'im funguje ješiva אורות הזורעים – Orot ha-Zor'im. Je tu k dispozici zařízení předškolní péče o děti. Základní škola je v kibucu Lavi. Kromě toho zde funguje synagoga, knihovna, sportovní areály a zdravotní ordinace.

## Demografie
Obyvatelstvo v mošavu Ha-Zor'im je nábožensky založené. Jde o stoupence proudu náboženského sionismu ha-Dati ha-Leumi. Podle údajů z roku 2013 tvořili naprostou většinu obyvatel v Ha-Zor'im Židé (včetně statistické kategorie "ostatní", která zahrnuje nearabské obyvatele židovského původu ale bez formální příslušnosti k židovskému náboženství).
Jde o menší sídlo vesnického typu s dlouhodobě rostoucí populací. K 31. prosinci 2014 zde žilo 890 lidí. Během roku 2014 populace stoupla o 3,2 %.
| Rok            | 1948 | 1961 | 1972 | 1983 | 1995 | 2001 | 2003 | 2004 | 2005 | 2006 | 2007 | 2008 | 2009 | 2010 | 2011 | 2012 | 2013 | 2014 |
| -------------- | ---- | ---- | ---- | ---- | ---- | ---- | ---- | ---- | ---- | ---- | ---- | ---- | ---- | ---- | ---- | ---- | ---- | ---- |
| Počet obyvatel | 115  | 276  | 305  | 371  | 417  | 421  | 417  | 424  | 454  | 474  | 498  | 533  | 684  | 692  | 751  | 834  | 862  | 890  |